# ジャフナ考古学博物館
ジャフナ考古学博物館（Jaffna Archaeological Museum）はスリランカの北部州ジャフナにある考古学博物館。
ジャフナに関する多くのヒンドゥー文化の歴史を伝えるものが多く展示されている。